# Залев, Неждет
Неждет Залев (болг. Неждет Залев; 13 июля 1937, Устина, Родопи, Пловдивская область, Болгария — 11 мая 2011 ) — болгарский борец вольного стиля, серебряный призёр Олимпийских игр 

## Биография
Родился в 1937 году в селе Устина в турецкой семье.  
В 1958 году завоевал третье место в наилегчайшем весе на розыгрыше Кубка мира в Софии
На Олимпийских играх выступал в соревнованиях по вольной борьбе в легчайшем весе и завоевал серебряную медаль игр.
См. таблицу турнира.
Скончался в 2011 году.

## Признание
В Устине проводится детско-юношеский турнир памяти Неждета Залева и Стояна Стоянова.